# Phallichthys
Phallichthys is een geslacht van straalvinnige vissen uit de familie van levendbarende tandkarpers (Poeciliidae).

## Soorten
- Phallichthys amates (Miller, 1907)
- Phallichthys fairweatheri Rosen & Bailey, 1959
- Phallichthys quadripunctatus Bussing, 1979
- Phallichthys tico Bussing, 1963